# العلاقات الوسط إفريقية اللبنانية
العلاقات الوسط أفريقية اللبنانية هي العلاقات الثنائية التي تجمع بين جمهورية أفريقيا الوسطى ولبنان.

## مقارنة بين البلدين
هذه مقارنة عامة ومرجعية للدولتين:
| وجه المقارنة                                              | جمهورية أفريقيا الوسطى      | لبنان                                                                |
| --------------------------------------------------------- | --------------------------- | -------------------------------------------------------------------- |
| المساحة (كم2)                                             | 622.98 ألف                  | 10.45 ألف                                                            |
| عدد السكان (نسمة)                                         | 4.66 مليون                  | 6.10 مليون                                                           |
| الكثافة السكانية (ن./كم²)                                 | 7.48                        | 583.73                                                               |
| العاصمة                                                   | بانغي                       | بيروت                                                                |
| اللغة الرسمية                                             | لغة فرنسية، اللغة السانغوية | اللغة العربية، لغة فرنسية                                            |
| العملة                                                    | فرنك وسط أفريقي             | ليرة لبنانية                                                         |
| الناتج المحلي الإجمالي (بليون دولار)                      | 1.95 مليار                  | 51.84 مليار                                                          |
| الناتج المحلي الإجمالي (تعادل القوة الشرائية) بليون دولار | 3.03 مليار                  | 81.54 مليار                                                          |
| الناتج المحلي الإجمالي الاسمي للفرد دولار أمريكي          | 323                         | 8.05 ألف                                                             |
| الناتج المحلي الإجمالي للفرد دولار أمريكي                 | 594                         | 17.46 ألف                                                            |
| مؤشر التنمية البشرية                                      | 0.350                       | 0.769                                                                |
| رمز المكالمات الدولي                                      | +236                        | +961                                                                 |
| رمز الإنترنت                                              | .cf                         | .lb                                                                  |
| المنطقة الزمنية                                           | ت ع م+01:00                 | ت ع م+02:00، ت ع م+03:00، توقيت شرق أوروبا، توقيت شرق أوروبا الصيفي ‏ |

## منظمات دولية مشتركة
يشترك البلدان في عضوية مجموعة من المنظمات الدولية، منها:
| علم المنظمة | اسم المنظمة                               | تاريخ انضمام جمهورية أفريقيا الوسطى | تاريخ انضمام لبنان |
| ----------- | ----------------------------------------- | ----------------------------------- | ------------------ |
|             | مؤسسة التنمية الدولية                     | 27 أغسطس 1963                       | 10 أبريل 1962      |
|             | يونسكو                                    | 11 نوفمبر 1960                      | 4 نوفمبر 1946      |
|             | وكالة ضمان الاستثمار متعدد الأطراف        | 8 سبتمبر 2000                       | 19 أكتوبر 1994     |
|             | الأمم المتحدة                             | 20 سبتمبر 1960                      | 24 أكتوبر 1945     |
|             | الاتحاد البريدي العالمي                   | ?                                   | ?                  |
|             | البنك الدولي للإنشاء والتعمير             | 10 يوليو 1963                       | 14 أبريل 1947      |
|             | الاتحاد الدولي للاتصالات                  | 2 ديسمبر 1960                       | 12 يناير 1924      |
|             | منظمة حظر الأسلحة الكيميائية              | ?                                   | ?                  |
|             | مؤسسة التمويل الدولية                     | 1 أبريل 1991                        | 28 ديسمبر 1956     |
|             | المركز الدولي لتسوية المنازعات الاستشارية | 14 أكتوبر 1966                      | 25 أبريل 2003      |
|             | منظمة الشرطة الجنائية الدولية             | ?                                   | ?                  |